# Räägi
Koordinaten: 58° 28′ N, 22° 44′ O
Räägi ist ein Dorf (estnisch küla) auf der größten estnischen Insel Saaremaa. Es gehört zur Landgemeinde Saaremaa (bis 2017: Landgemeinde Leisi) im Kreis Saare.

## Einwohnerschaft, Lage und Geschichte
Das Dorf hat 27 Einwohner (Stand 31. Dezember 2011). Es liegt 29 Kilometer nordöstlich der Inselhauptstadt Kuressaare.
Das Dorf wurde erstmals im Jahr 1519 urkundlich erwähnt.

## Persönlichkeiten
In Räägi wurde 1946 die estnische Architektin Mai Šein geboren.